# Gle Mancang (kulle i Indonesien, lat 4,85, long 95,48)
Gle Mancang är en kulle i Indonesien.   Den ligger i provinsen Aceh, i den västra delen av landet, 1 800 km nordväst om huvudstaden Jakarta. Toppen på Gle Mancang är 60 meter över havet.
Terrängen runt Gle Mancang är platt åt sydväst, men åt nordost är den kuperad. Runt Gle Mancang är det mycket glesbefolkat, med 7 invånare per kvadratkilometer. I omgivningarna runt Gle Mancang växer i huvudsak städsegrön lövskog.